# Mittelhebräisch
Mischnisches oder rabbinisches Hebräisch ist eine Stufe der hebräischen Sprache, die sich aus dem biblischen Hebräischen entwickelt hat. Seit den wegweisenden Forschungen von Eduard Kutscher werden zwei Sprachstufen unterschieden:
1. Mischnisches Hebräisch I (oder tannaitisches Hebräisch) als die Sprache der Mischna, der Tosefta sowie der halachischen Midraschim (ca. 200 v. Chr.–200 n. Chr.) und
2. Mischnisches Hebräisch II (oder amoräisches Hebräisch) als die Sprache späterer aggadischer Midraschim, v. a. Bereschit Rabba (Genesis Rabba) und Wajjiqra Rabba (Levitikus Rabba) (ca. 200–500 n. Chr.).

Inwieweit das tannaitische Hebräisch jedoch auch eine gesprochene Sprache war und nicht etwa nur als Schriftsprache diente, ist nach wie vor umstritten.
Die Erforschung des Mischnischen Hebräisch gestaltet sich nicht zuletzt deshalb schwierig, weil die Manuskripte der genannten Schriften erst aus späterer Zeit stammen und oftmals im Sinne des Bibelhebräisch „korrigiert“ und mischnische Formen damit ausgemerzt worden waren.

## Phonetik

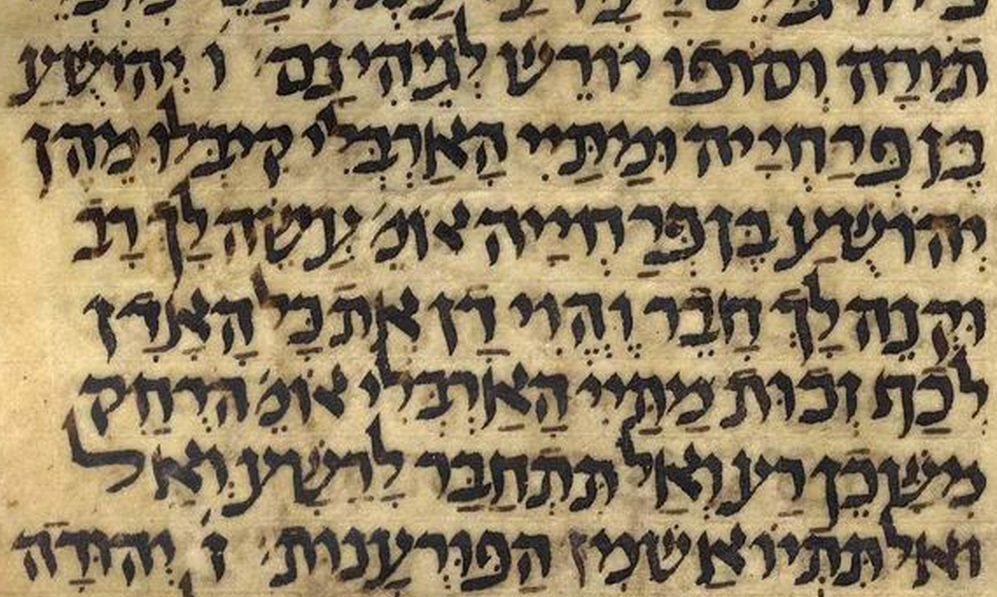
Ausschnitt aus der wichtigsten Mischna-Handschrift, dem Codex Kaufmann: Der Ausschnitt gibt Mischna Avot 1,6f. (nach Zählung von MS Kaufmann 1,6) wieder. Man beachte am Ende von Zeile 4 die typisch mischnisch-hebräische Schreibung „Adan“ anstelle von „Adam“.

Das rabbinische Hebräisch hat im Wesentlichen dieselbe Phonetik wie das biblische Hebräisch in der masoretischen Überlieferung. Dennoch gibt es wesentliche Unterschiede zum gesprochenen Hebräisch der biblischen Zeit. Wie die Umschrift von Eigennamen in der Septuaginta zeigt, wurden die Pharyngale Ajin und Chet noch doppelt realisiert. In rabbinischer Zeit entfiel diese doppelte Realisierung. Vielmehr wurden auch die übrigen Gutturale Aleph und He nur noch schwach ausgesprochen bzw. entfielen in intervokalischer Stellung. Für He tritt dies häufig beim Infinitiv Nif'al auf: Aus biblischem להכתב (lehikkatev) wird so לכתב (likkatev). Aleph entfällt regelmäßig bei den Verba I aleph. Ebenso werden die Verba III aleph wie schwache Verben, d. h. nach dem Muster der Verba III jod/waw behandelt.
Eine weitere Veränderung, die sich bereits in den Spätschriften der hebräischen Bibel zeigt, betrifft das finale Mem. Dieses wird häufig, jedoch keineswegs regelmäßig, durch finales Nun ersetzt. Die meisten Fälle betreffen die Pluralendung -im → -in. Dabei überwiegt bei Wörtern, die biblisch belegt sind, jedoch auch die biblische Schreibung. Dass es sich bei dieser Erscheinung um eine phonetische Veränderung und nicht etwa um einen Aramaismus handelt, zeigt die Schreibung adan für biblisches adam (s. Bild).

## Morphologie
Bei den Personalpronomen zeigt sich eine Veränderung v. a. in der 1. Person. Die biblische Singular-Form אנכי (anochi) tritt völlig in den Hintergrund zugunsten der (ebenfalls bereits biblischen) Kurzform אני (ani). Die übliche Form für die 1. Person Plural wird אנו (anu). Die weiblichen Pronomina im Plural fallen orthographisch mit jenen der maskulinen Pronomina zusammen. Dabei handelt es sich jedoch eher um einen phonetischen Vorgang. Tatsächlich ist schon im biblischen Hebräisch die Tendenz zum Nichtgebrauch der weiblichen Formen zu beobachten, so dass man für das mischnische Hebräisch communis-Formen anzusetzen hat.
Im Verbalsystem ist ein Rückgang der internen Passivformen zu beobachten. Diese treten fast nur noch im Partizip auf. Stattdessen finden andere Konjugationsstämme oder Umschreibungen Anwendung. Die Infinitive schwacher Verben werden an die Futurbildung angeglichen, z. B. לירד für biblisches לרדת.

## Syntax
Typisch für die Syntax des mischnischen Hebräisch ist die zunehmende Verwendung der zusammengesetzten Tempora und der Wegfall des Narrativs.
Die Vergangenheitsform ist dieselbe wie im Neuhebräischen. Mose erhielt (die) Thora vom Sinai heißt hier (Sprüche der Väter 1:1): "משה קיבל תורה מסיניי".
Er pflegte zu sagen (Sprüche der Väter 1:2) heißt im rabbinischen Hebräischen "הוא היה אומר".
Die Gegenwart wird ebenso wie im Neuhebräischen durch die Verwendung des Partizips ausgedrückt, mit einem Beispiel aus Sprüche der Väter 1:2, hebr. Pirkei Avoth "פרקי אבות": Simon der Gerechte, pflegte zu sagen: Auf drei Dingen steht die Welt, auf der Thora, auf dem Gottesdienst und auf der Nächstenliebe heißt hier " על שלושה דברים העולם עומד, על תורה ,ועל עבודה ועל גמילות חסדים ".
Das Futur wird durch die Futurform oder die Verbindung aus עתיד + Infinitiv ausgedrückt (Sprüche der Väter 3:1): "ולפני מי אתה עתיד ליתן דין וחשבון".

## Lexikon
Gegenüber dem biblischen Hebräisch weist das mischnische Hebräisch zahlreiche neue Wörter auf. Teilweise mag dies auf die Beleglage bzw. die thematische Spezifik des Vokabulars zurückführen sein. Es lassen sich aber auch zahlreiche Fremdwörter aus dem Aramäischen und Griechischen, weniger Lateinischen feststellen. Dazu kommen Bedeutungsverschiebungen klassisch-hebräischer Wörter. So nimmt z. B. die Wurzel לקח (biblisch "nehmen") die Bedeutung "kaufen" an.